# Ole Ivars i 2000
Ole Ivars i 2000 är ett album från 1999 av det norska dansbandet Ole Ivars. Kikki Danielsson sjunger med i några låtar.

## Låtlista
1. Nei så tjukk du har blitt
2. Vegen hematt
3. Jag trodde änglarna fanns (duett Ole Ivars-Kikki Danielsson)
4. Bare en hund
5. Sola mi er sola di
6. Den første bilen
7. Hyttetur
8. Takk for alle fine år
9. Ronja
10. I mitt hjärta brinner lågan (duett Ole Ivars-Kikki Danielsson)
11. Veslejinta vår
12. Birkebeiner'n
13. Var det kjærlighet vi møtte
14. Det var på Kongsvingermarken
15. Du skal få din siste sjanse